# 1213
1213 (MCCXIII) var ett normalår som började en tisdag i den julianska kalendern.

## Händelser

### Okänt datum
- Johan utan land gör England till ett län under påven för att lösa en konflikt med kyrkan.

## Födda
- Fakhr ad-din Araqi, persisk diktare och sufimästare.
- Ibn an-Nafis, arabisk läkare.

## Avlidna
- 12 maj – Dagmar av Böhmen, drottning av Danmark sedan 1205, gift med Valdemar Sejr (död detta eller föregående år).
- Tore Gudmundsson, norsk prelat.
- Karl Jónsson, isländsk abbot.
- Drottning Tamar av Georgien.